# The Masked Singer (Vereinigte Staaten)/Staffel 2
Die zweite Staffel der US-amerikanischen Musikshow The Masked Singer wurde vom 25. September bis zum 18. Dezember 2019 auf Fox ausgestrahlt. Moderiert wurde die Staffel von Nick Cannon. Das Rateteam bestand – wie in der ersten Staffel –  neben mehreren Gastjuroren aus dem Sänger Robin Thicke, der Moderatorin Jenny McCarthy, dem Schauspieler Ken Jeong sowie der Sängerin Nicole Scherzinger. Sieger wurde Wayne Brady als Fox.

## Rateteam
| Folge | Ständige Mitglieder | Ständige Mitglieder | Ständige Mitglieder | Ständige Mitglieder | Gastmitglied                 |
| ----- | ------------------- | ------------------- | ------------------- | ------------------- | ---------------------------- |
| 1     | Robin Thicke        | Jenny McCarthy      | Ken Jeong           | Nicole Scherzinger  | —                            |
| 2     | Robin Thicke        | Jenny McCarthy      | Ken Jeong           | Nicole Scherzinger  | —                            |
| 3     | Robin Thicke        | Jenny McCarthy      | Ken Jeong           | Nicole Scherzinger  | —                            |
| 4     | Robin Thicke        | Jenny McCarthy      | Ken Jeong           | Nicole Scherzinger  | —                            |
| 5     | Robin Thicke        | Jenny McCarthy      | Ken Jeong           | Nicole Scherzinger  | —                            |
| 6     | Robin Thicke        | Jenny McCarthy      | Ken Jeong           | Nicole Scherzinger  | Anthony Anderson             |
| 7     | Robin Thicke        | Jenny McCarthy      | Ken Jeong           | Nicole Scherzinger  | Triumph the Insult Comic Dog |
| 8     | Robin Thicke        | Jenny McCarthy      | Ken Jeong           | Nicole Scherzinger  | Joel McHale                  |
| 9     | Robin Thicke        | Jenny McCarthy      | Ken Jeong           | Nicole Scherzinger  | Joel McHale                  |
| 10    | Robin Thicke        | Jenny McCarthy      | Ken Jeong           | Nicole Scherzinger  | T-Pain                       |
| 11    | Robin Thicke        | Jenny McCarthy      | Ken Jeong           | Nicole Scherzinger  | —                            |
| 12    | Robin Thicke        | Jenny McCarthy      | Ken Jeong           | Nicole Scherzinger  | —                            |

## Teilnehmer

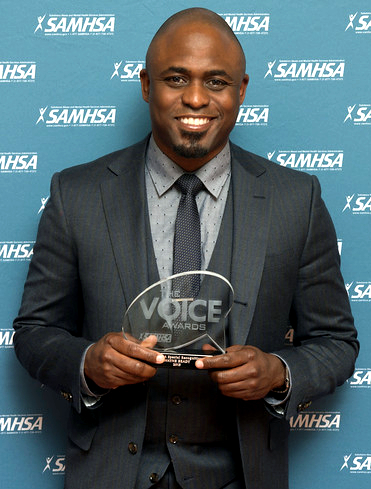
Wayne Brady, Sieger der zweiten Staffel

Laut Fox haben die Maskierten unter anderem insgesamt in 140 Filmen mitgespielt, hatten 31 Nummer-Eins-Lieder in den Billboard Hot 100, traten in 22 Broadway-Stücken auf, verkauften ebenso viele Gold-, 20 Platin- und sechs Mehrfach-Platin-Schallplatten, gewannen 19 Emmys und 10 Grammys, hatten sieben Einsätze beim Super Bowl, verfassten drei in der The New York Times Best Seller list aufgeführte Bücher und waren zweimal in der Time 100 vertreten.
Der Gewinner der Staffel Wayne Brady erhielt bereits für die erste Staffel ein Teilnahme-Angebot, das er ablehnte, da er an der Qualität der Sendung zweifelte. Aufgrund der positiven Resonanz der Staffel sowie Ermutigungen durch Familienmitglieder entschied sich Brady schließlich, Kandidat in der zweiten Staffel zu werden.
| Platz | Kostüm                       | Person               | Bekannt als                            | Aus in Folge | Quelle |
| ----- | ---------------------------- | -------------------- | -------------------------------------- | ------------ | ------ |
| 1     | Fox (Fuchs)                  | Wayne Brady          | Komiker, Moderator                     | 12           | [ 7 ]  |
| 2     | Rottweiler                   | Chris Daughtry       | Sänger                                 | 12           | [ 8 ]  |
| 3     | Flamingo                     | Adrienne Houghton    | Sängerin, Schauspielerin               | 12           | [ 9 ]  |
| 4     | Leopard                      | Seal                 | Sänger                                 | 11           | [ 10 ] |
| 5     | Thingamajig (Dingsbums)      | Victor Oladipo       | Basketballspieler                      | 11           | [ 11 ] |
| 6     | Tree (Baum)                  | Ana Gasteyer         | Komikerin, Schauspielerin              | 10           | [ 12 ] |
| 7     | Butterfly (Schmetterling)    | Michelle Williams    | Sängerin                               | 9            | [ 13 ] |
| 8     | Flower (Blume)               | Patti LaBelle        | Sängerin                               | 8            | [ 14 ] |
| 9     | Ladybug (Marienkäfer)        | Kelly Osbourne       | Sängerin, Moderatorin, Schauspielerin  | 7            | [ 15 ] |
| 10    | Black Widow (Schwarze Witwe) | Raven-Symoné Pearman | Schauspielerin                         | 6            | [ 16 ] |
| 11    | Penguin (Pinguin)            | Sherri Shepherd      | Komikerin, Moderatorin, Schauspielerin | 5            | [ 17 ] |
| 12    | Skeleton (Skelett)           | Paul Shaffer         | Musiker, Komponist                     | 4            | [ 18 ] |
| 13    | Eagle (Adler)                | Drew Pinsky          | Arzt, Moderator                        | 3            | [ 19 ] |
| 14    | Panda                        | Laila Ali            | Boxerin                                | 2            | [ 20 ] |
| 15    | Ice Cream (Eiscreme)         | Ninja                | Streamer, Webvideoproduzent            | 1            | [ 21 ] |
| 16    | Egg (Ei)                     | Johnny Weir          | Eiskunstläufer                         | 1            | [ 22 ] |

## Folgen
|           | Kostüm      | Lied, Originalinterpret                                   | Ergebnis      |
| --------- | ----------- | --------------------------------------------------------- | ------------- |
| 1         | Butterfly   | Bang Bang – Jessie J & Ariana Grande & Nicki Minaj        | Gewonnen      |
| 2         | Egg         | Just Dance – Lady Gaga feat. Colby O’Donis                | Vielleicht    |
|           |             |                                                           |               |
| 3         | Thingamajig | Easy – The Commodores                                     | Gewonnen      |
| 4         | Skeleton    | Rapper’s Delight – The Sugarhill Gang & Good Times – Chic | Vielleicht    |
| Smackdown |             |                                                           |               |
| 5         | Egg         | One Way or Another – Blondie                              | Ausgeschieden |
| 6         | Skeleton    | Hard to Handle – Otis Redding                             | Gewonnen      |

|           | Kostüm     | Lied, Originalinterpret                     | Ergebnis      |
| --------- | ---------- | ------------------------------------------- | ------------- |
| 1         | Ladybug    | Holding Out for a Hero – Bonnie Tyler       | Vielleicht    |
| 2         | Rottweiler | Maneater – Hall & Oates                     | Gewonnen      |
|           |            |                                             |               |
| 3         | Tree       | High Hopes – Panic! at the Disco            | Gewonnen      |
| 4         | Ice Cream  | Old Town Road – Lil Nas X & Billy Ray Cyrus | Vielleicht    |
| Smackdown |            |                                             |               |
| 5         | Ice Cream  | Whip It – Devo                              | Ausgeschieden |
| 6         | Ladybug    | Hit Me with Your Best Shot – Pat Benatar    | Gewonnen      |

|           | Kostüm      | Lied, Originalinterpret                                                      | Ergebnis      |
| --------- | ----------- | ---------------------------------------------------------------------------- | ------------- |
| 1         | Black Widow | I Wanna Dance with Somebody (Who Loves Me) – Whitney Houston                 | Gewonnen      |
| 2         | Leopard     | Somebody to Love – Queen                                                     | Vielleicht    |
|           |             |                                                                              |               |
| 3         | Flamingo    | Sucker – Jonas Brothers                                                      | Gewonnen      |
| 4         | Panda       | Stronger (What Doesn’t Kill You) – Kelly Clarkson                            | Vielleicht    |
| Smackdown |             |                                                                              |               |
| 5         | Panda       | All I Do Is Win – DJ Khaled feat. T-Pain & Ludacris & Rick Ross & Snoop Dogg | Ausgeschieden |
| 6         | Leopard     | Respect – Otis Redding                                                       | Gewonnen      |

|           | Kostüm  | Lied, Originalinterpret                                    | Ergebnis      |
| --------- | ------- | ---------------------------------------------------------- | ------------- |
| 1         | Flower  | 9 to 5 – Dolly Parton                                      | Gewonnen      |
| 2         | Eagle   | I’d Do Anything for Love (But I Won’t Do That) – Meat Loaf | Vielleicht    |
|           |         |                                                            |               |
| 3         | Penguin | The Middle – Zedd & Maren Morris & Grey                    | Vielleicht    |
| 4         | Fox     | This Love – Maroon 5                                       | Gewonnen      |
| Smackdown |         |                                                            |               |
| 5         | Eagle   | These Boots Are Made for Walkin’ – Nancy Sinatra           | Ausgeschieden |
| 6         | Penguin | Worth It – Fifth Harmony feat. Kid Ink                     | Gewonnen      |

|   | Kostüm      | Lied, Originalinterpret             | Ergebnis      |
| - | ----------- | ----------------------------------- | ------------- |
| 1 | Flamingo    | Footloose – Kenny Loggins           | Gewonnen      |
| 2 | Leopard     | Stitches – Shawn Mendes             | Gewonnen      |
| 3 | Black Widow | Before He Cheats – Carrie Underwood | Gewonnen      |
| 4 | Skeleton    | Are You Gonna Be My Girl – Jet      | Ausgeschieden |
| 5 | Thingamajig | Rainbow – Kacey Musgraves           | Gewonnen      |
| 6 | Butterfly   | Livin’ on a Prayer – Bon Jovi       | Gewonnen      |

|   | Kostüm     | Lied, Originalinterpret                      | Ergebnis      |
| - | ---------- | -------------------------------------------- | ------------- |
| 1 | Rottweiler | Love Runs Out – OneRepublic                  | Gewonnen      |
| 2 | Ladybug    | Juice – Lizzo                                | Gewonnen      |
| 3 | Tree       | Think – Aretha Franklin                      | Gewonnen      |
| 4 | Penguin    | All About That Bass – Meghan Trainor         | Ausgeschieden |
| 5 | Flower     | Cheap Thrills – Sia feat. Sean Paul          | Gewonnen      |
| 6 | Fox        | Hey Look Ma, I Made It – Panic! at the Disco | Gewonnen      |

|   | Kostüm      | Lied, Originalinterpret                  | Ergebnis      | Indizien-Gegenstand  |
| - | ----------- | ---------------------------------------- | ------------- | -------------------- |
| 1 | Black Widow | Believe – Cher                           | Ausgeschieden | Cracker, Schlagsahne |
| 2 | Thingamajig | Ain’t Too Proud to Beg – The Temptations | Gewonnen      | ASL-Wörterbuch       |
| 3 | Butterfly   | Don’t Know Why – Jesse Harris            | Gewonnen      | Forensik-Ausrüstung  |
| 4 | Leopard     | Teenage Dream – Katy Perry               | Gewonnen      | Fotoapparate         |
| 5 | Flamingo    | Never Enough – Loren Allred              | Gewonnen      | NAACP Image Award    |

|   | Kostüm     | Lied, Originalinterpret          | Ergebnis      | Indizien-Gegenstand                  |
| - | ---------- | -------------------------------- | ------------- | ------------------------------------ |
| 1 | Fox        | Every Little Step – Bobby Brown  | Gewonnen      | Radiorekorder                        |
| 2 | Ladybug    | Youngblood – 5 Seconds of Summer | Ausgeschieden | Golfmobil                            |
| 3 | Flower     | Amazed – Lonestar                | Gewonnen      | Spielkarten                          |
| 4 | Tree       | No Excuses – Meghan Trainor      | Gewonnen      | Suppenschüssel                       |
| 5 | Rottweiler | Castle on the Hill – Ed Sheeran  | Gewonnen      | Selbstgemaltes Porträt vom Gastjuror |

|           | Kostüm     | Lied, Originalinterpret            | Ergebnis      |
| --------- | ---------- | ---------------------------------- | ------------- |
| 1         | Flamingo   | Lady Marmalade – The Eleventh Hour | Gewonnen      |
| 2         | Leopard    | September – Earth, Wind & Fire     | Vielleicht    |
|           |            |                                    |               |
| 3         | Flower     | Alone – i-Ten                      | Vielleicht    |
| 4         | Rottweiler | Grenade – Bruno Mars               | Gewonnen      |
| Smackdown |            |                                    |               |
| 5         | Leopard    | Don’t Cha – Tori Alamaze           | Gewonnen      |
| 6         | Flower     | Eye of the Tiger – Survivor        | Ausgeschieden |

|           | Kostüm      | Lied, Originalinterpret                   | Ergebnis      |
| --------- | ----------- | ----------------------------------------- | ------------- |
| 1         | Butterfly   | Sorry Not Sorry – Demi Lovato             | Vielleicht    |
| 2         | Fox         | Tennessee Whiskey – David Allan Coe       | Gewonnen      |
|           |             |                                           |               |
| 3         | Thingamajig | Haven’t Met You Yet – Michael Bublé       | Vielleicht    |
| 4         | Tree        | Total Eclipse of the Heart – Bonnie Tyler | Gewonnen      |
| Smackdown |             |                                           |               |
| 5         | Butterfly   | Believer – Imagine Dragons                | Ausgeschieden |
| 6         | Thingamajig | Caught Up – Usher                         | Gewonnen      |

|   | Kostüm      | Lied, Originalinterpret                | Ergebnis      |
| - | ----------- | -------------------------------------- | ------------- |
| 1 | Fox         | Blame It – Jamie Foxx feat. T-Pain     | Gewonnen      |
| 2 | Leopard     | We Are Young – Fun feat. Janelle Monáe | Gewonnen      |
| 3 | Thingamajig | Ordinary People – John Legend          | Gewonnen      |
| 4 | Flamingo    | Go Your Own Way – Fleetwood Mac        | Gewonnen      |
| 5 | Tree        | The Edge of Glory – Lady Gaga          | Ausgeschieden |
| 6 | Rottweiler  | Someone You Loved – Lewis Capaldi      | Gewonnen      |

|   | Kostüm      | Lied, Originalinterpret                       | Ergebnis      | Indizien-Gegenstände               |
| - | ----------- | --------------------------------------------- | ------------- | ---------------------------------- |
| 1 | Fox         | This Christmas – Donny Hathaway               | Gewonnen      | Foto vom Hasen                     |
| 2 | Rottweiler  | Mr. Brightside – The Killers                  | Gewonnen      | Selbstgebastelte Weihnachtskarte   |
| 3 | Thingamajig | Winter Wonderland – Richard Himber            | Ausgeschieden | Hut und Peitsche von Indiana Jones |
| 4 | Flamingo    | Hallelujah – Leonard Cohen                    | Gewonnen      | Globus mit Israel-Markierung       |
| 5 | Leopard     | Big Spender – Helen Gallagher & Thelma Oliver | Ausgeschieden | Blaupausen für ein Haus            |

|   | Kostüm     | Lied, Originalinterpret                   | Ergebnis      |
| - | ---------- | ----------------------------------------- | ------------- |
| 1 | Fox        | Try a Little Tenderness – Val Rosing      | Gewinner      |
| 2 | Flamingo   | Proud Mary – Creedence Clearwater Revival | Dritter Platz |
| 3 | Rottweiler | Alive – Sia                               | Zweiter Platz |

## Einschaltquoten
| Folge | Datum         | Live      | Live                | DVR (7 Tage) | DVR (7 Tage)   | Gesamt     | Gesamt         | Quelle |
| Folge | Datum         | Zuschauer | Rating/Share(18–49) | Zuschauer    | Rating (18–49) | Zuschauer  | Rating (18–49) | Quelle |
| ----- | ------------- | --------- | ------------------- | ------------ | -------------- | ---------- | -------------- | ------ |
| 1     | 25. Sep. 2019 | 8,02 Mio. | 2,5/12              | 3,34 Mio.    | 1,1            | 11,36 Mio. | 3,6            | [ 23 ] |
| 2     | 2. Okt. 2019  | 6,97 Mio. | 2,0/10              | 2,97 Mio.    | 1,0            | 9,94 Mio.  | 3,0            | [ 24 ] |
| 3     | 9. Okt. 2019  | 7,11 Mio. | 2,0/10              | 2,95 Mio.    | 1,1            | 10,06 Mio. | 3,1            | [ 25 ] |
| 4     | 16. Okt. 2019 | 7,41 Mio. | 2,2/11              | 2,80 Mio.    | 0,9            | 10,21 Mio. | 3,1            | [ 26 ] |
| 5     | 6. Nov. 2019  | 7,10 Mio. | 2,0/10              | 2,99 Mio.    | 1,0            | 10,09 Mio. | 3,0            | [ 27 ] |
| 6     | 6. Nov. 2019  | 7,10 Mio. | 2,0/10              | 2,99 Mio.    | 1,0            | 10,09 Mio. | 3,0            | [ 27 ] |
| 7     | 13. Nov. 2019 | 5,58 Mio. | 1,6/8               | 2,78 Mio.    | 1,0            | 8,36 Mio.  | 2,6            | [ 28 ] |
| 8     | 20. Nov. 2019 | 6,69 Mio. | 1,9/9               | 2,51 Mio.    | 0,8            | 9,20 Mio.  | 2,7            | [ 29 ] |
| 9     | 4. Dez. 2019  | 6,59 Mio. | 1,8/9               | 2,40 Mio.    | 0,8            | 8,99 Mio.  | 2,6            | [ 30 ] |
| 10    | 10. Dez. 2019 | 5,78 Mio. | 1,6/8               | 2,21 Mio.    | 0,8            | 7,99 Mio.  | 2,4            | [ 31 ] |
| 11    | 11. Dez. 2019 | 6,90 Mio. | 1,9/10              | 2,43 Mio.    | 0,8            | 9,33 Mio.  | 2,7            | [ 32 ] |
| 12    | 18. Dez. 2019 | 8,36 Mio. | 2,2/11              | 2,74 Mio.    | 0,9            | 11,10 Mio. | 3,1            | [ 33 ] |